# 紐伯里 (新罕布什爾州)
紐伯里（英語：Newbury）是一個位於美國新罕布什爾州梅里馬克縣的鎮。

## 人口
根據2020年美國人口普查的數據，紐伯里的面積為98.70平方千米，當中陸地面積為92.80平方千米，而水域面積為5.90平方千米。當地共有人口2172人，而人口密度為每平方千米22人。